# Puòglatgièr
Puòg-latgièr (en francès Puilacher) és un municipi occità del Llenguadoc, situat al departament de l'Erau i a la regió d'Occitània].